# Mary McDonnell
Mary Eileen McDonnell (n. 28 aprilie 1952, Wilkes-Barre, Pennsylvania, SUA) este o actriță americană de film, teatru și de televiziune. A fost nominalizată la Premiul Oscar pentru rolurile sale Stands With A Fist în Cel care dansează cu lupii și May-Alice Culhane în Passion Fish. McDonnell este cel mal mai cunoscută pentru interpretarea președintelui celor Douăsprezece Colonii (Laura Roslin) din serialul Battlestar Galactica din 2004, pentru rolul de Prima Doamnă din Ziua independenței sau pentru rolul mamei personajului titular din Donnie Darko. McDonnell apare în prezent în Major Crimes în rolul Căpitanului Sharon Raydor.

## Filmografie

### Film
| An   | Titlu                              | Rol                         | Note |
| ---- | ---------------------------------- | --------------------------- | ---- |
| 1984 | Garbo Talks                        | Lady Capulet                |      |
| 1987 | Matewan                            | Elma Radnor                 |      |
| 1988 | Tiger Warsaw                       | Paula Warsaw                |      |
| 1990 | Cel care dansează cu lupii         | Stands With A Fist          |      |
| 1991 | Grand Canyon                       | Claire                      |      |
| 1992 | Passion Fish                       | May-Alice Culhane           |      |
| 1992 | Sneakers                           | Liz                         |      |
| 1994 | Blue Chips                         | Jenny Bell                  |      |
| 1996 | Independence Day                   | First Lady Marilyn Whitmore |      |
| 1996 | Mariette in Ecstasy                | Prioress                    |      |
| 1997 | Woman Undone                       | Terri Hansen                |      |
| 1998 | You Can Thank Me Later             | Diane                       |      |
| 1999 | Mumford                            | Althea Brockett             |      |
| 2001 | Donnie Darko                       | Rose Darko                  |      |
| 2003 | Nola                               | Margaret Langworthy         |      |
| 2004 | Crazy Like a Fox                   | Amy Banks                   |      |
| 2011 | Scream 4: Coșmarul continuă        | Kate Roberts                |      |
| 2011 | Margin Call                        | Mary Rogers                 |      |
| 2021 | The Witcher: Nightmare of the Wolf | Lady Zerbst                 | Voce |

### Televiziune
| An        | Titlu                          | Rol                                                   | Note                                                            |
| --------- | ------------------------------ | ----------------------------------------------------- | --------------------------------------------------------------- |
| 1980      | As the World Turns             | Claudia Colfax                                        | Episoade necunoscute                                            |
| 1982      | Money on the Side              | Terri                                                 | Film TV                                                         |
| 1984–1985 | E/R                            | Dr. Eve Sheridan                                      | Rol principal; 20 episoade                                      |
| 1995–1996 | High Society                   | Dorothy "Dott" Emerson                                | Rol principal; 13 episoade                                      |
| 1997      | 12 Angry Men                   | Judge Cynthia Nance                                   | Film TV                                                         |
| 1998      | Evidence of Blood              | Dora Overton                                          | Film TV                                                         |
| 1999      | Replacing Dad                  | Linda Marsh                                           | Film TV                                                         |
| 1999      | Ryan Caulfield: Year One       | Rachel Caulfield                                      | 2 episoade                                                      |
| 2000      | A Father's Choice              | Susan Shaw                                            | Film TV                                                         |
| 2000      | For All Time                   | Laura Brown                                           | Film TV                                                         |
| 2001–2002 | ER                             | Eleanor Carter                                        | 5 episoade                                                      |
| 2002      | Touched by an Angel            | Sister Theodore                                       | Episodul: "Minute by Minute"                                    |
| 2002      | The Locket                     | Helen Staples                                         | Film TV                                                         |
| 2003      | Battlestar Galactica           | Laura Roslin, Președintele celor Douăsprezece Colonii | Miniserial TV                                                   |
| 2004–2009 | Battlestar Galactica           | Laura Roslin                                          | Rol principal; 71 episoade                                      |
| 2005      | Mrs. Harris                    | Vivian Schulte                                        | Film TV                                                         |
| 2008–2009 | Grey's Anatomy                 | Dr. Virginia Dixon                                    | 3 episoade                                                      |
| 2009      | Killer Hair                    | Rose                                                  | Film TV                                                         |
| 2009      | Hostile Makeover               | Rose Smithsonian                                      | Film TV                                                         |
| 2009–2012 | The Closer                     | Captain Sharon Raydor                                 | Rol secundar (sezoanele 5–6) Rol principal (sez. 7) 23 episoade |
| 2012–2018 | Major Crimes                   | Captain (later Commander) Sharon Raydor               | Rol principal; 105 episoade                                     |
| 2017      | Fargo                          | Ruby Goldfarb                                         | 4 episoade                                                      |
| 2019      | Veronica Mars                  | Jane                                                  | Episodul: "Years, Continents, Bloodshed"                        |
| 2021      | Rebel                          | Helen Peterson                                        | 7 episoade                                                      |
| 2023      | The Fall of the House of Usher | Madeline Usher                                        | Rol principal, 8 episoade                                       |